# Elecciones provinciales de Misiones de 1999
El resultado estableció que Carlos Rovira fuera elegido Gobernador con 53.7% de los votos, frente al exgobernador y candidato de la Alianza Ricardo Barrios Arrechea.

## Resultados

### Gobernador y vicegobernador
| Fórmula                  | Fórmula                   | Partido/Alianza       | Partido/Alianza                                     | Votos   | %     |
| Gobernador               | Vicegobernador            | Partido/Alianza       | Partido/Alianza                                     | Votos   | %     |
| ------------------------ | ------------------------- | --------------------- | --------------------------------------------------- | ------- | ----- |
| Carlos Rovira            | Mercedes Margarita Oviedo |                       | Frente para el Cambio                               | 224.302 | 53,74 |
| Ricardo Barrios Arrechea |                           |                       | Alianza para el Trabajo, la Justicia y la Educación | 191.273 | 45,83 |
|                          |                           |                       | Partido Comunista                                   | 1.827   | 0,44  |
| Votos positivos          | Votos positivos           | Votos positivos       | Votos positivos                                     | 417.402 | 97,48 |
| Votos en blanco          | Votos en blanco           | Votos en blanco       | Votos en blanco                                     | 8.869   | 2,05  |
| Votos nulos              | Votos nulos               | Votos nulos           | Votos nulos                                         | 2.029   | 0,47  |
| Participación            | Participación             | Participación         | Participación                                       | 428.300 | 78,93 |
| Electores registrados    | Electores registrados     | Electores registrados | Electores registrados                               | 541.383 | 100   |
| Fuente:                  |                           |                       |                                                     |         |       |

### Cámara de Representantes
| ← 1997 · Cámara de Representantes · 2001 → | ← 1997 · Cámara de Representantes · 2001 →          | ← 1997 · Cámara de Representantes · 2001 → | ← 1997 · Cámara de Representantes · 2001 → | ← 1997 · Cámara de Representantes · 2001 → |
| Partido                                    | Partido                                             | Votos                                      | %                                          | Bancas                                     |
| ------------------------------------------ | --------------------------------------------------- | ------------------------------------------ | ------------------------------------------ | ------------------------------------------ |
|                                            | Frente para el Cambio                               | 223.305                                    | 53,66                                      | 11/20                                      |
|                                            | Alianza para el Trabajo, la Justicia y la Educación | 191.067                                    | 45,91                                      | 9/20                                       |
|                                            | Partido Comunista                                   | 1.790                                      | 0,43                                       |                                            |
| Votos positivos                            | Votos positivos                                     | 416.162                                    | 97,18                                      |                                            |
| Votos en blanco                            | Votos en blanco                                     | 10.104                                     | 2,34                                       |                                            |
| Votos nulos                                | Votos nulos                                         | 2.040                                      | 0,47                                       |                                            |
| Participación                              | Participación                                       | 428.306                                    | 78,93                                      |                                            |
| Electores registrados                      | Electores registrados                               | 541.383                                    | 100                                        |                                            |
| Fuente:                                    |                                                     |                                            |                                            |                                            |